# 阿布杜爾·拉赫曼汗
阿布杜爾·拉赫曼汗（1844年—1901年），為阿富汗1826年建立之巴拉克查依王朝的在位君主之一。他本為塔什庫爾干總督，後因為與穆罕默德·雅庫布·汗爭奪阿富汗帝位失利，走避他國。1879年，接受英國相助，帶兵成為該王朝君主。
1893年平定哈札拉人的反叛，實現阿富汗統一。
1901年去世後，其子哈比布拉汗繼位。

## 外部連結
- . . 1921.

1. ↑  劉雲 <阿富汗史> 三民書局 2020年版 P78起